# Achillovo číslo
Achillovo číslo je mocné číslo, které je sice mocné ale není perfektní mocninou. Kladné celé číslo n je mocné číslo jestliže platí že pokud prvočíslo p dělí n, pak p2 také dělí n. Všechna Achillova čísla jsou mocná. Na druhou stranu ne všechna mocná čísla jsou také čísla Achillova, pouze ta, která nejsou reprezentována jako mk, kde m a k jsou kladná celá čísla větší než 1.
Achillova čísla jsou pojmenována po hrdinovi Achillovi jenž byl hrdinou Trojské války. Jsou tedy „silná“ (anglicky power – síla i mocnina), ale nedokonalá.

## Posloupnost Achillových čísel
Číslo n = p1a1p2a2…pkak je mocné číslo jestliže min(a1, a2, …, ak) ≥ 2. Pokud navíc nsd(a1, a2, …, ak) = 1 pak se jedná o Achillovo číslo.
Počátek sekvence Achillových čísel:
72, 108, 200, 288, 392, 432, 500, 648, 675, 800, 864, 968, 972, 1 125, 1 152, 1 323, 1 352, 1 372, 1 568, 1 800, 1 944, 2 000, 2 312, 2 592, 2 700, 2 888, 3 087, 3 200, 3 267, 3 456, 3 528, 3 872, 3 888, 4 000, 4 232, 4 500, 4 563, 4 608, 5 000.
Nejmenší dvojice po sobě jdoucích Achillových čísel je:
5 425 069 447 = 73 × 412 × 972
5 425 069 448 = 23 × 26 0412

## Příklady
- 108 je mocné číslo. Jeho prvočíselný rozklad je 22 · 33, tedy jeho prvočinitelé jsou 2 a 3. Oba 22 = 4 a 33 = 27 jsou dělitelé čísla 108. Nicméně, 108 nemůže být zapsáno pomocí výrazu mk, kde m a k jsou kladná celá čísla větší než 1, takže 108 je Achillovo číslo.

- 784 sice je mocné číslo, protože jeho všichni prvočinitelé 2 a 7 jsou v prvočíselném rozkladu více než jednou (ve vyšší než první mocnině); avšak dá se také vyjádřit jako jediná perfektní mocnina mk: 784 = 24 · 72 = (22)2 · 72 = (22 · 7)2 = 282, takže nejde o číslo Achillovo.